# Dubnica (Republika Serbska)
Dubnica (cyr. Дубница) – wieś w Bośni i Hercegowinie, w Republice Serbskiej, w gminie Milići. W 2013 roku liczyła 166 mieszkańców.